# Cybister laevis
Cybister laevis är en skalbaggsart som beskrevs av Falkenström 1936. Cybister laevis ingår i släktet Cybister och familjen dykare. Inga underarter finns listade i Catalogue of Life.